# متحف البتراء النبطي
متحف البتراء النبطي متحف في الأردن يقع في بداية الطريق المؤدية إلى الدير، تم افتتاحه رسمياً في الخامس من نيسان لعام 1994م.

## قاعات المتحف
يتكون المتحف من ثلاث قاعات رئيسية: القاعة الأولى وتشتمل على مقدمة عن تاريخ مملكة الأنباط وجيولوجية البتراء بالإضافة إلى قطع أثرية تمثل تحضير الطعام في العصر الحجري الحديث، والفخار الادومي، وفن النحت النبطي، وهندسة المياه النبطية.
•أما القاعة الثانية فهي مخصصة للمكتشفات من الحفريات الأثرية، ومرتبة حسب تسلسلها الزمني بدءاً من حفرية البيضا العائدة إلى العصر الحجري الحديث، وحفرية طويلان العائدة إلى العصر الحديدي، وحفرية الزنطور التي كشفت عن منازل نبطية ورومانية متأخرة، وحفرية الزرابة حيث كشف عن أفران فخار نبطية أرخت إلى نهاية القرن الأول ق.م. وحتى القرن السادس الميلادي، وحفرية معبد الأسود المجنحة النبطي، وحفرية معبد قصر البنت في وسط البتراء، وانتهاء بحفرية الكنيسة البيزنطية.
•كما تضم هذه القاعة نبذة تاريخية عن التجارة النبطية وطرق القوافل البتراء في العصور الوسطى. أما القاعة الثالثة فتحتوي على مجموعة من الاسرجة الفخارية حسب تطور صناعتها، والتماثيل البرونزية والفخارية والأطباق الملونة والعادية وقطع النقود والحلي والمجوهرات وبعض الأدوات البرونزية والنحاسية بالإضافة إلى الجرار الفخارية الكبيرة.